# 渔泽镇
渔泽镇，是中华人民共和国山西省长治市屯留区下辖的一个乡镇级行政单位。

## 行政区划
渔泽镇下辖以下地区：
常村矿社区、北渔泽村、辛安庄村、峪里村、寺底村、崔蒙村、东古村、顾车村、金家庄村、北岗村和南渔泽村。